# NGC 7697
NGC 7697 = IC 5333 ist eine Spiralgalaxie vom Hubble-Typ Sb im Sternbild Tukan am Südsternhimmel. Sie ist schätzungsweise 85 Millionen Lichtjahre von der Milchstraße entfernt und hat einen Durchmesser von etwa 40.000 Lichtjahren. 
Das Objekt wurde am 6. September 1836 von John Herschel entdeckt.